# 平戶新田藩
平戶新田藩（日语：／ Hirado-Shindenhan */?），又稱平戶館山藩（日语：／ Hiradotateyama-han */?）或植松藩（日语：／ Uematsu-han */?），為日本肥前國松浦郡平戶館山的藩，元祿2年7月3日（1689年8月17日）創藩，明治3年9月2日（1870年9月26日）廢藩，原本是平戶藩的一部分，石高是10,000石，藩廳是館山陣屋。江戶藩邸方面，上屋敷最初位於鳥越，拜領自延寶年間（1673年至1681年）或以前，元祿3年（1690年）3月轉移至本所，元祿6年8月2日（1693年9月1日）再轉移至北本所，元祿10年12月2日（1698年1月13日）轉移至本所大川端。下屋敷最初位於淺草鳥越，拜領自元祿13年11月29日（1701年1月7日），元文年間（1736年至1741年）或以前又拜領位於龜戶的下屋敷。

## 歷史
元祿2年7月3日（1689年8月17日），松浦昌在其兄松浦棟就任為平戶藩藩主時獲以新田分知的形式分知10,000石，並且將居所設於平戶館山，因此也稱為平戶館山藩。平戶新田藩最初的伺候席是帝鑑間，寶永7年（1710年）時改為柳間。元祿3年3月23日（1690年5月1日），志佐村和調川村作為分知的一部分劃為藩領。平戶新田藩在財政上為平戶藩的一部分，石高10,000石的物成是4,000石，涵蓋米3,603石5斗1升9合、大麥180石、小麥2石1斗、大豆9斗和辛子150石，均源於志佐村和調川村。享保13年11月23日（1728年12月23日），平戶藩藩主松浦篤信六子松浦致作為松浦鄰的養子而繼位。享和3年8月11日（1803年9月26日），平戶藩藩主松浦篤信之孫松浦良作為松浦矩的養子而繼位。文化12年12月26日（1816年1月24日），平戶藩藩主松浦清四子松浦皓作為松浦良的養子而繼位。
戊辰戰爭爆發後，平戶藩藩主松浦詮向新政府軍表明平戶新田藩由於過於弱小，因此無法派兵前往京都，實際上平戶新田藩在以前也曾經奉命把守見附，當時甚至要出錢僱兵，士分也需要由平戶藩派人擔任才得已解決。藩主松浦脩本身雖然有意上洛，但是由於患有疝癪，無法長途跋涉，最終派其子作為代理上洛獲准。明治2年（1869年），改稱植松藩。明治3年9月2日（1870年9月26日），平戶新田藩與平戶藩合併而廢藩。

## 歷任藩主
| 家名   | 家格      | 名稱   | 石高     | 藩領         |
| ------ | --------- | ------ | -------- | ------------ |
| 松浦家 | 外樣 陣屋 | 松浦昌 | 10,000石 | 肥前國松浦郡 |
| 松浦家 | 外樣 陣屋 | 松浦邑 | 10,000石 | 肥前國松浦郡 |
| 松浦家 | 外樣 陣屋 | 松浦鄰 | 10,000石 | 肥前國松浦郡 |
| 松浦家 | 外樣 陣屋 | 松浦致 | 10,000石 | 肥前國松浦郡 |
| 松浦家 | 外樣 陣屋 | 松浦寶 | 10,000石 | 肥前國松浦郡 |
| 松浦家 | 外樣 陣屋 | 松浦矩 | 10,000石 | 肥前國松浦郡 |
| 松浦家 | 外樣 陣屋 | 松浦良 | 10,000石 | 肥前國松浦郡 |
| 松浦家 | 外樣 陣屋 | 松浦皓 | 10,000石 | 肥前國松浦郡 |
| 松浦家 | 外樣 陣屋 | 松浦脩 | 10,000石 | 肥前國松浦郡 |

## 註解
1. ↑  館山現為長崎縣平戶市的松浦史料博物館（日语：松浦史料博物館）一帶[1]。
2. ↑  現行對應地名如下：
  - 鳥越和淺草鳥越現為東京都台東區鳥越[4]。
  - 北本所現為東京都墨田區東駒形1至3丁目、吾妻橋1丁目、本所1至3丁目、太平、錦絲、橫川、江東區白河4丁目、三好4丁目、平野4丁目、深川1至2丁目以及冬木一帶[4]。
  - 本所大川端上屋敷現在位於墨田區橫網2丁目1-11的同愛紀念醫院（日语：同愛記念病院）[5][6]，此地也是本所七大不可思議之一不落葉的椎樹的傳承地[7]。
  - 龜戶下屋敷現在位於錦絲4丁目16的東京簡易裁判所墨田分室廳舍[8]。
3. ↑  志佐現為長崎縣松浦市志佐町（日语：志佐町）浦免、白濱免、庄野免、西山免和里免。調川村現為松浦市調川町（日语：調川町）中免、上免、松山田免、下免、平尾免和白井免[10]。